# Haramachi

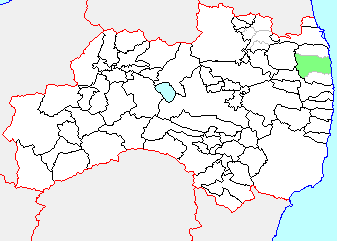

Haramachi (原町市 Haramachi-shi?) a fost un municipiu din Japonia, prefectura Fukushima. La 1 ianuarie 2006, în rezultatul comasării cu orașele Kashima și Odaka din districtul Sōma, a fost creat municipiul Minamisōma.